# Plaza de la Constitución (San Sebastián)
La plaza de la Constitución es una plaza situada en la Parte Vieja de la ciudad de San Sebastián, en el País Vasco, España. En esta plaza, con sus soportales como característica principal, se suelen celebrar las grandes fiestas y eventos de la ciudad, como la tamborrada de San Sebastián o la feria del día de Santo Tomás. Su edificio central fue, hasta 1947, casa consistorial de la ciudad, siendo ocupado por las instalaciones de la Biblioteca Municipal (1951-2000) y, posteriormente, por dependencias administrativas del área de cultura del Ayuntamiento.

## Historia
A lo largo de la historia la plaza ha tenido varios nombres: Fue conocida como plaza Nueva hasta que en 1820 se la llamó plaza de la Constitución. El 13 de abril de 1897 se denominó plaza Berria; a partir del 15 de junio de 1937 fue plaza del 18 de Julio, y el 9 de julio de 1979 se le devolvió el nombre de plaza de la Constitución. De forma popular, el nombre usado hasta mediados del siglo XX fue el de Plaza Nueva, aunque oficialmente se establecieron otros nombres; en la época del franquismo también se empezó a utilizar el nombre de La consti de forma popular, cuando el nombre oficial era 'Plaza del 18 de julio'.

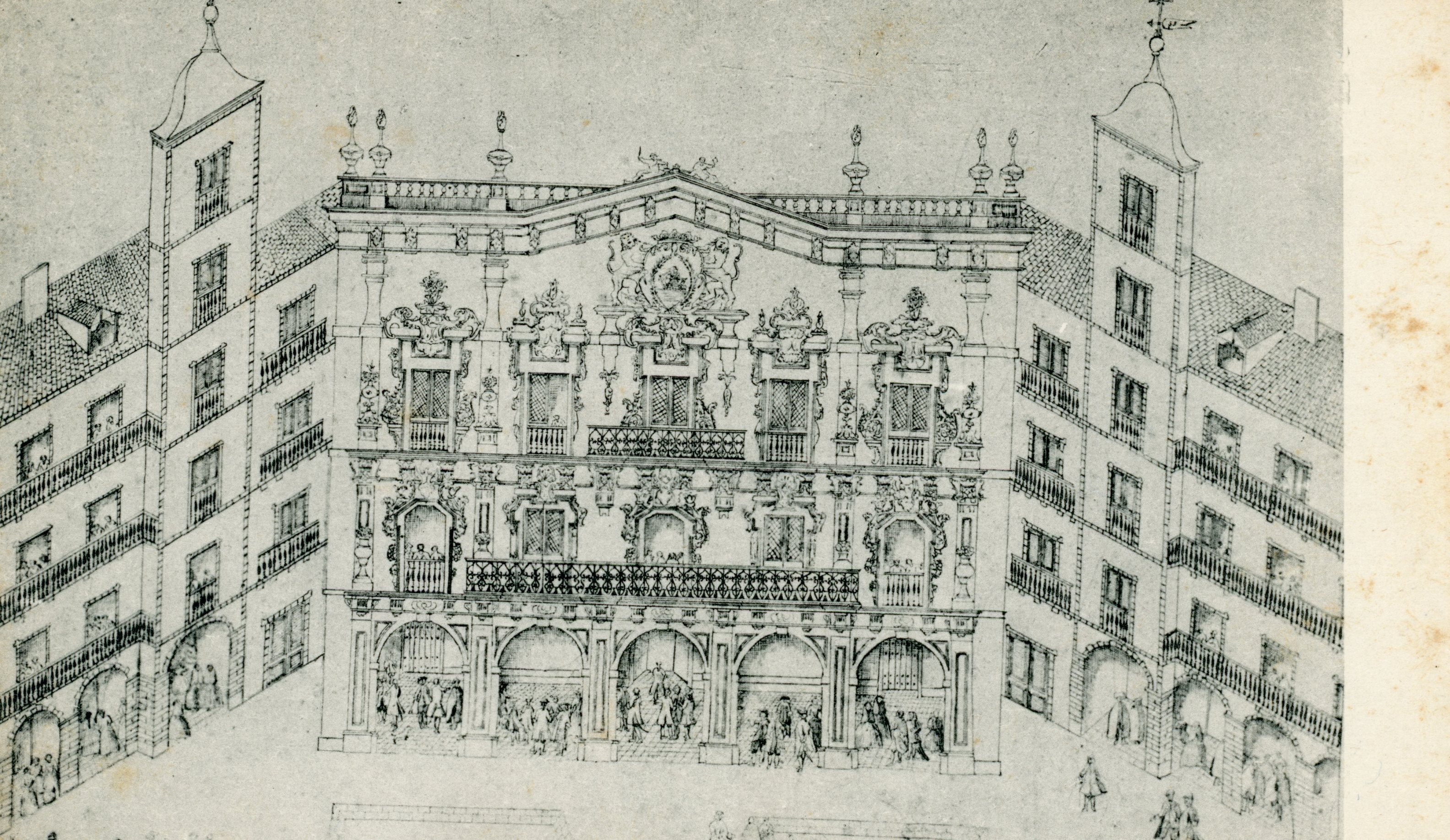
Dibujo de la Casa Consistorial de San Sebastián en el año 1718.

Sobre el espacio que ocupa la actual plaza de la Constitución ya existía una plaza realizada según el proyecto de Hércules Torrelli de 1723. La nueva plaza de estilo neoclásico y siguiendo el esquema de plaza castellana, se levantó tras el incendio de la ciudad en el contexto del asedio de San Sebastián de 1813. Sus dimensiones se encuentran moduladas en 20 arcos iguales en cada uno de los lados mayores y 9 arcos, iguales a los primeros, en el lado menor.
Los balcones de la plaza están numerados, puesto que sirvieron como palcos para las fiestas taurinas celebradas en la plaza.

## Celebraciones a lo largo del año

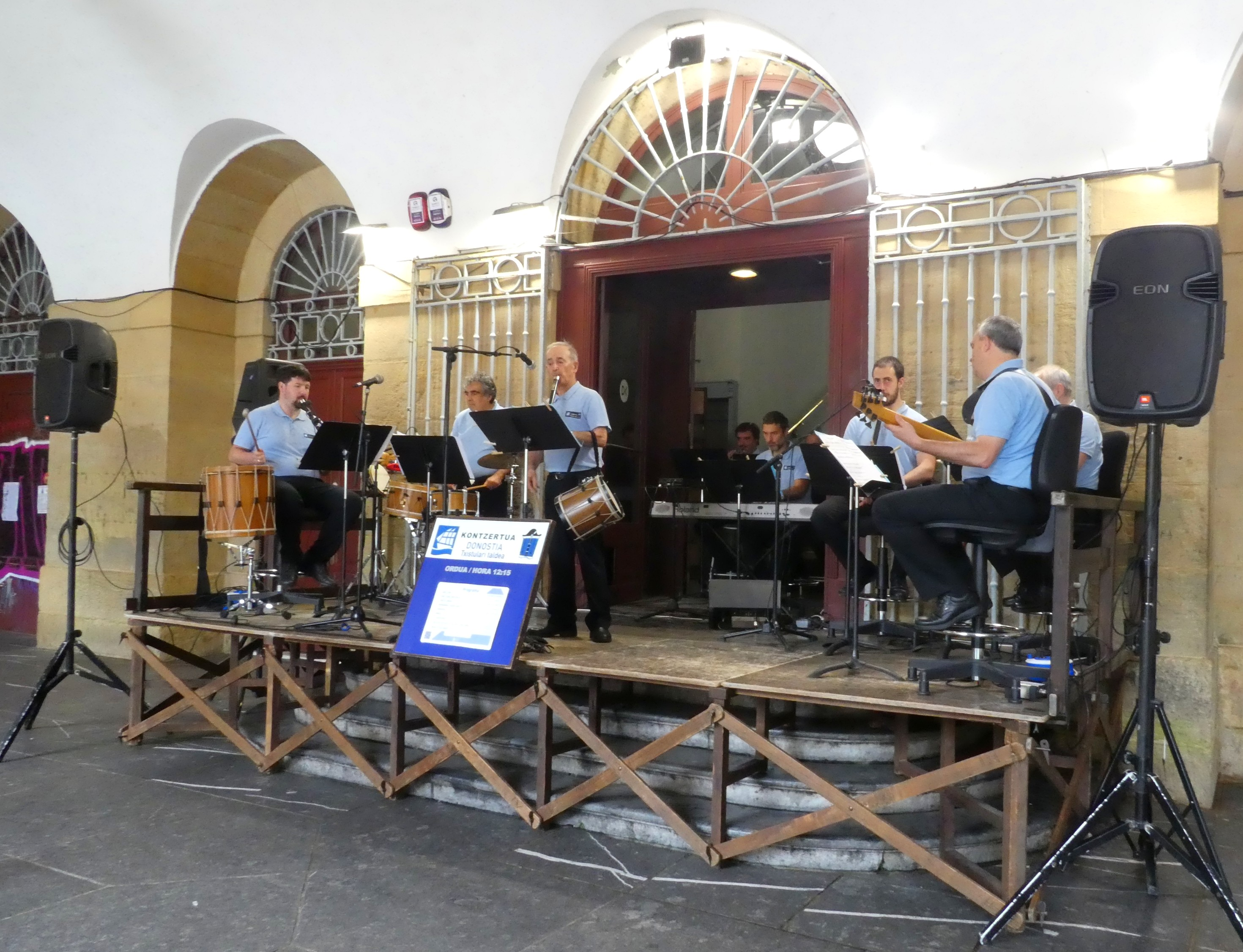
José Ignacio Ansorena con la banda municipal de txistularis. Todos los domingos al mediodía en la Plaza Nueva.

Normalmente la plaza es un lugar tranquilo, pero en los días festivos importantes suele estar repleto de gente, como el Día de Santo Tomás y, sobre todo, el Día de San Sebastián. 
A partir de 1931 las autoridades de la ciudad solían bailar en esta plaza la Gizon-dantza o aurresku en la víspera de San Juan (anteriormente probablemente se bailaba en algún otro lugar), perdiéndose posteriormente la costumbre. En 2011 el alcalde Juan Karlos Izagirre volvió a bailar el aurresku.
| Día                                    | Celebración en la Plaza |
| -------------------------------------- | --- |
| 20 de enero                            | Día de San Sebastián, Tamborrada |
| En febrero antes de los carnavales     | Caldereros |
| Carnavales                             | Iñudes y artzaias |
| 23 y 24 de junio                       | Se coloca un fresno en el centro de la plaza, Fogata de San Juan, el alcalde baila un aurresku.                                                                         |
| Semana del 15 de agosto                | Durante la Aste Nagusia todos los días hay alardes de txistularis o dantzaris.                                                                                          |
| Las dos primeras semanas de septiembre | Fiestas Vascas. Juegos y espectáculos por las tardes, verbenas por las noches                                                                                           |
| 20 de diciembre                        | Fiesta de Santo Tomás |
| Todas las noches                       | Cenas solidarias en la calle. |
| Todos los domingos del año             | Concierto de txistu con la banda de txistularis municipales de Donostia todos los domingos al mediodía (durante muchos años fueron dirigidos por Jose Ignazio Ansorena) |

En 1896 la Diputación de Gipuzkoa decidió que las calles y plazas se rotularan en los dos idiomas. En cumplimiento de dicho mandato, la corporación municipal en 1897 adoptó el acuerdo de fijar el nombre en euskera de Plaza Berria siguiendo la tradición popular, y mantuvieron ‘Plaza Constitución’ en castellano. De esa época son estas fotos sobre celebraciones en la Plazaː 

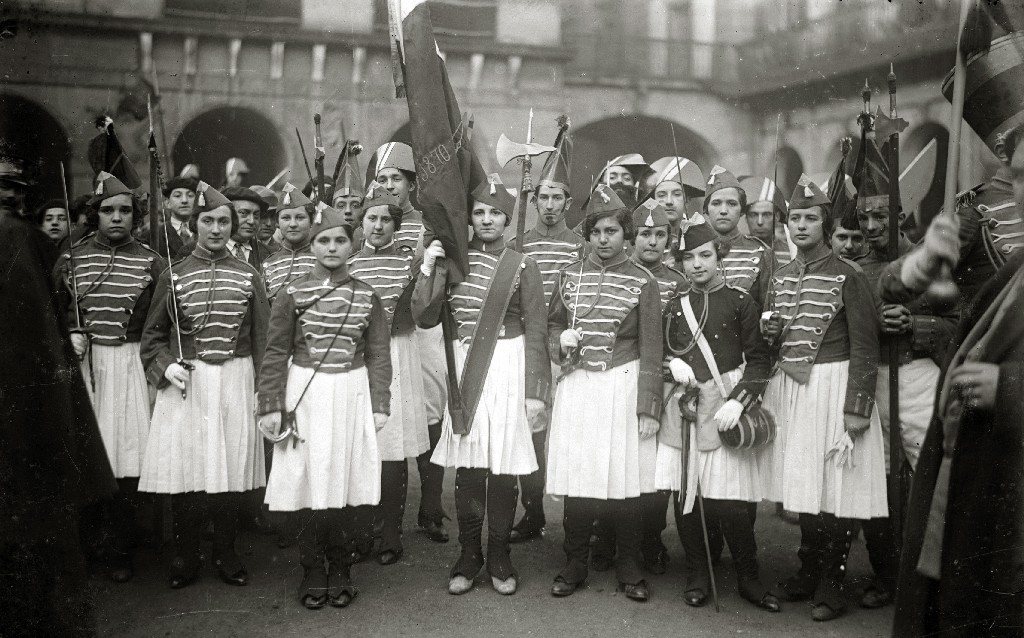
Tamborrada de mujeres
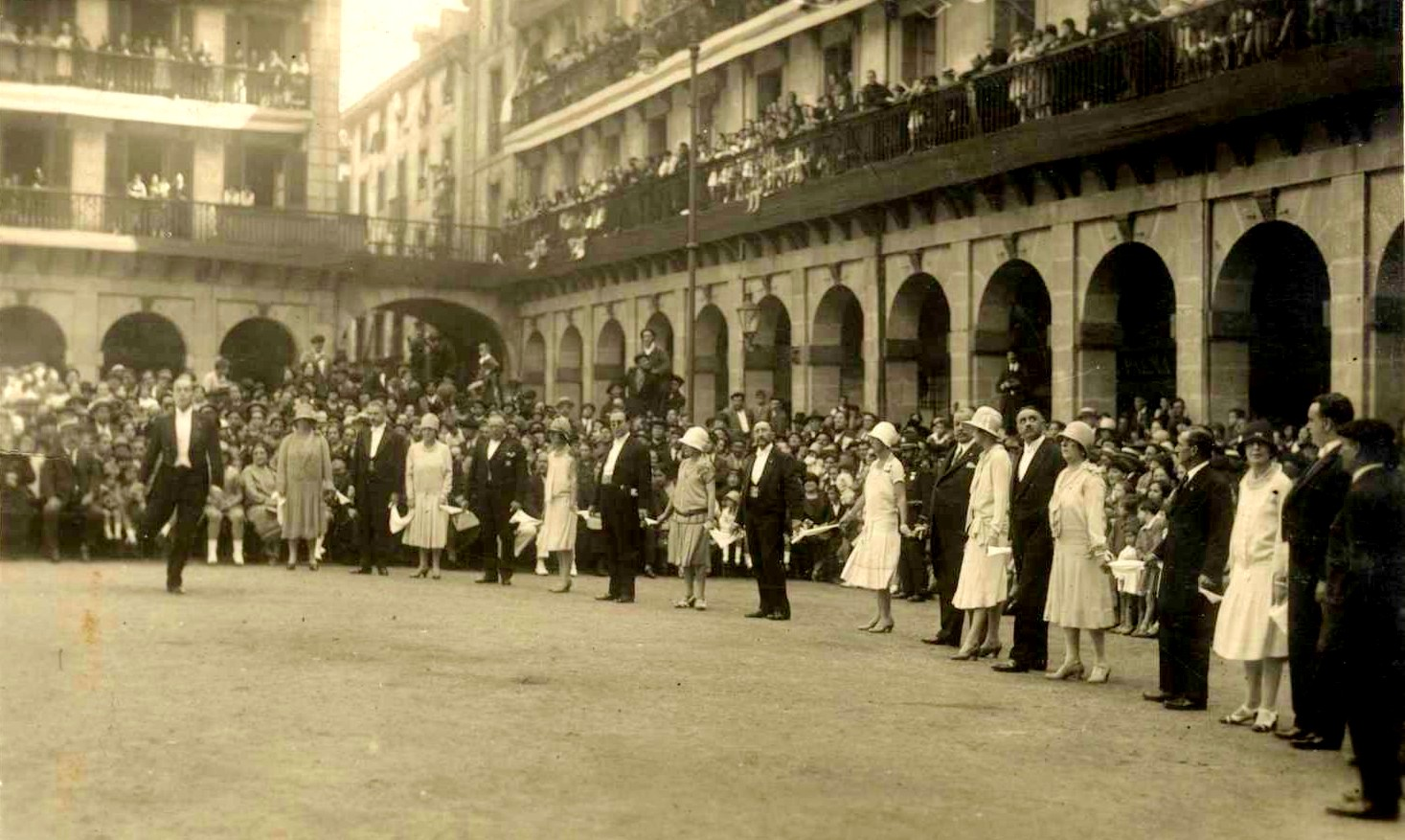
Gizon-dantza (1900).
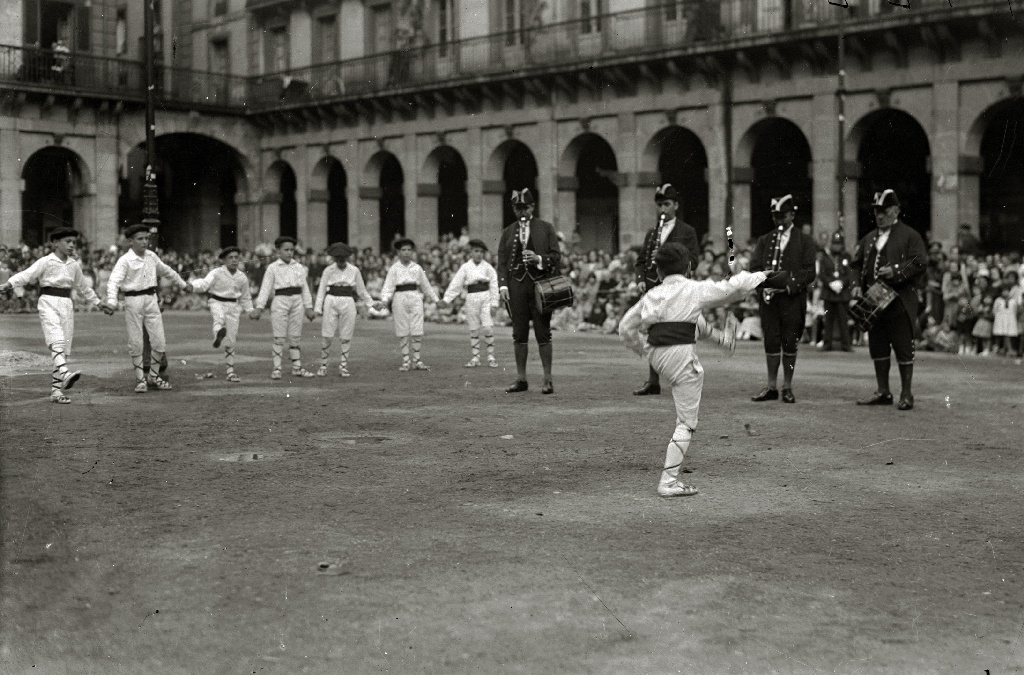
Aurresku infantil y txistularis (1922)
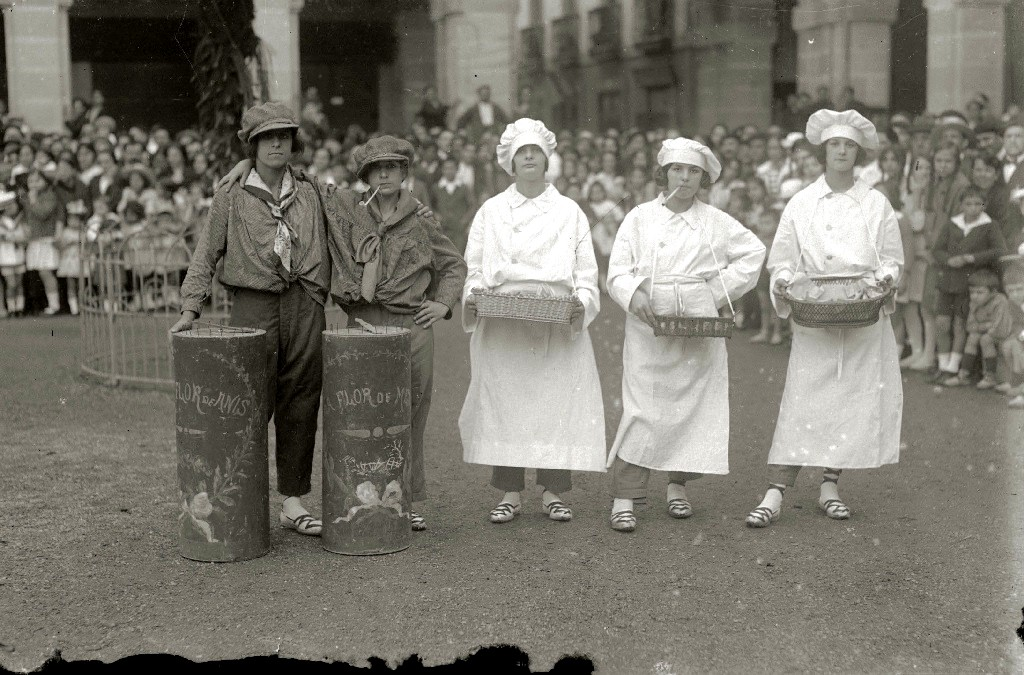
Barquilleras y cigarreras (1922)
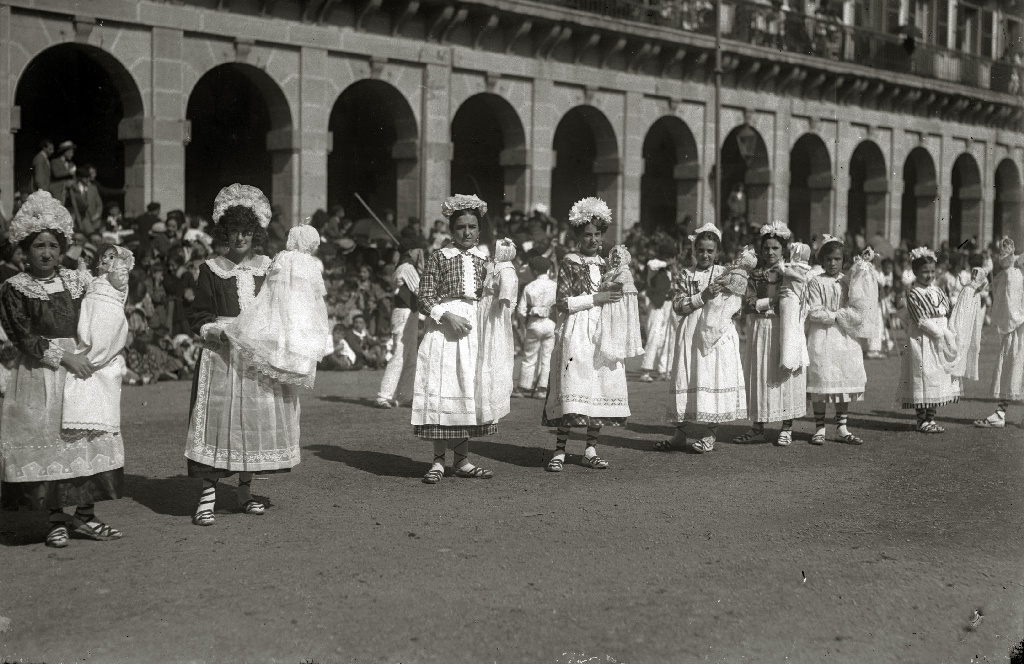
Iñudes y artzaias (1922)
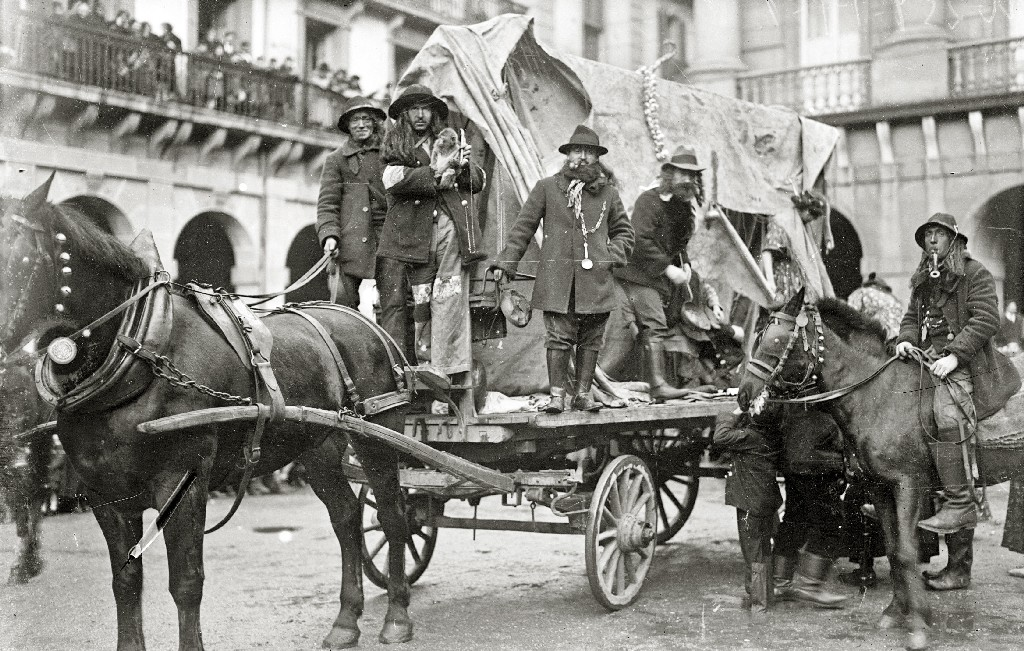
Caldereros (1923)
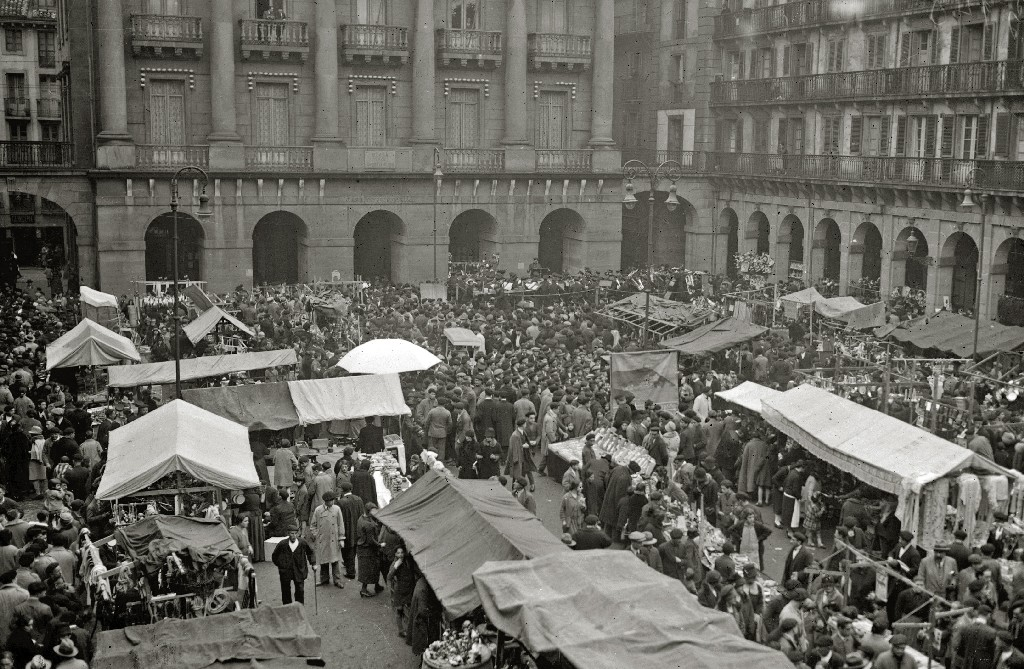
Feria de Santo Tomás (1927)
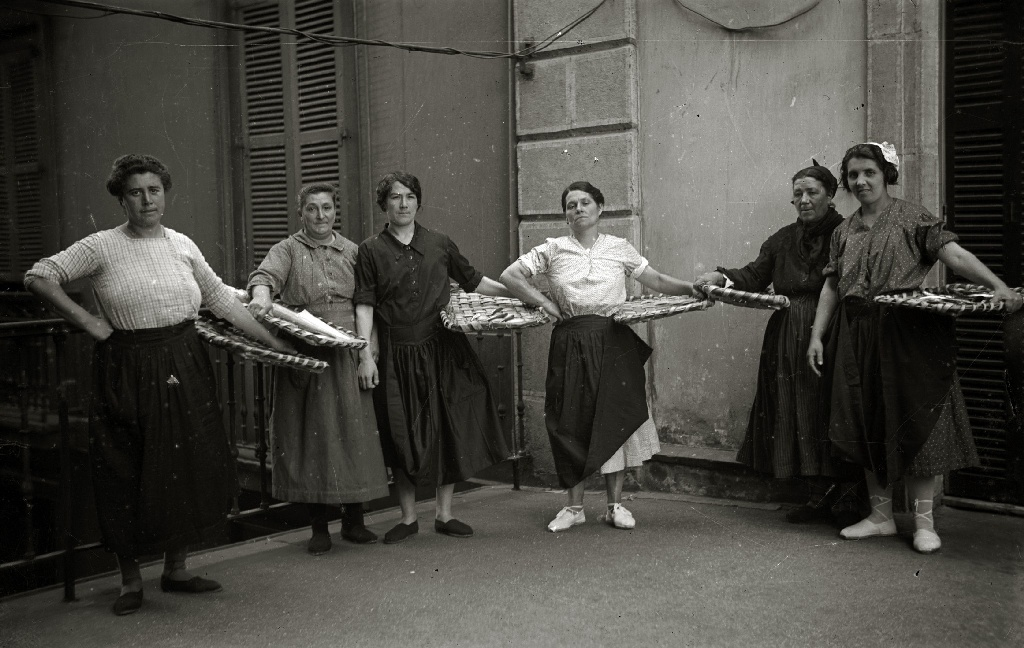
Vendedoras de pescado (1930)